# Піроелектрика
Піроеле́ктрика — електризація поверхні деяких кристалічних діелектриків при їх нагріванні або охолодженні. Поверхнева густина електричного заряду, який виникає на поверхні, прямо пропорційна швидкості зміни температури і не перевищує 1 мКл/м². Піроелектричний ефект можна використовувати для виявлення електромагнітного випромінювання. Цей ефект дозволяє реєструвати зміну температури з точністю до (10-6)°С. Використовується у піросепараторах при збагаченні корисних копалин.